# Østrigs fodboldlandshold
Østrigs fodboldlandshold (tysk: Österreichische Fußballnationalmannschaft) er det nationale fodboldhold i Østrig, og landsholdet bliver administreret af Österreichischer Fußballbund. Holdet har deltaget i VM syv gange og i EM tre gange.

## Historie
Østrig spillede sin første landskamp i 1902, hvor man mødte Ungarn i en intern landskamp i det østrig-ungarske kejserrige. Ved OL i 1912 deltog holdet i sin første slutrunde, og nåede her kvartfinalen. Der skulle gå 22 år inden man igen var med ved en turnering, men ved VM i 1934 i Italien spillede holdet sig til en 4. plads.
Østrigernes bedste slutrunderesultat nogensinde blev opnået ved OL i 1936, i Berlin, hvor holdet vandt sølv, kun overgået af Italien. To år senere havde man også kvalificeret sig til VM i 1938, men grundet den tyske invasion og indlemmelse af landet samme år måtte landet trække sig, og stillede i stedet op som en del af det tyske landshold.
Efter 2. verdenskrig, og en genskabt østrigsk selvstændighed opnåede det østrigske landshold sit bedste VM-resultat til dato, da man vandt bronze ved VM i 1954 i nabolandet Schweiz. I bronzekampen besejrede holdet Uruguay med 3-1. Den helt store stjerne på det østrigske hold i denne turnering var forsvareren Ernst Happel, der siden er blevet regnet som en af de bedste østrigske fodboldspillere nogensinde. I efterkrigstiden var Østrig endvidere med ved yderligere to OL-turneringer, i London 1948 og Helsingfors 1952.
1960'erne og 1970'erne blev i forhold til tidligere tiders præstationer en skuffelse for Østrig, der kun opnåede slutrundedeltagelse ved VM i 1978 i Argentina, hvor man blev slået ud efter 2. gruppespil. Ved VM i 1982 i Spanien blev anden runde også endestationen, men inden holdet kunne rejse hjem nåede det at blive del af en af de største skandaler i VM-historien. Inden den sidste gruppekamp i det første puljespil, var Østrig og nabolandet Tyskland i den situation, at begge hold ville gå videre hvis kampen endte med en tysk sejr på 1- eller 2-0. Alle andre udfald af kampen ville sende overraskelsen Algeriet videre. Efter en tidlig tysk scoring udviklede kampen i Gijón sig til en farce uden noget reelt spil, og sluttede 1-0 til tyskerne, der senere nåede finalen.
Østrigerne har siden deltaget ved VM i 1990 i Italien og VM i 1998 i Frankrig, men begge gange uden succes eller avancement fra gruppespillet. Holdet opnåede sin første deltagelse i et EM nogensinde, da man sammen med Schweiz lagde græs til EM i 2008. I en pulje med Kroatien, Tyskland og Polen kunne holdet dog ikke avancere, og måtte forlade turneringen efter én uafgjort og to nederlag.

## Kvalifikation til VM 2022
| Pos | Hold     | K  | V | U | T | M+ | M- | MF  | P  | Kvalifikation                               |     | Danmark | Skotland | Israel | Østrig | Færøerne | Moldova |
| --- | -------- | -- | - | - | - | -- | -- | --- | -- | ------------------------------------------- | --- | ------- | -------- | ------ | ------ | -------- | ------- |
| 1   | Danmark  | 10 | 9 | 0 | 1 | 30 | 3  | +27 | 27 | Kvalifikation til VM i fodbold 2022         |     | —       | 2–0      | 5–0    | 1–0    | 3–1      | 8–0     |
| 2   | Skotland | 10 | 7 | 2 | 1 | 17 | 7  | +10 | 23 | Går videre til anden runde                  |     | 2–0     | —        | 3–2    | 2–2    | 4–0      | 1–0     |
| 3   | Israel   | 10 | 5 | 1 | 4 | 23 | 21 | +2  | 16 |                                             |     | 0–2     | 1–1      | —      | 5–2    | 3–2      | 2–1     |
| 4   | Østrig   | 10 | 5 | 1 | 4 | 19 | 17 | +2  | 16 | Går videre til play-offs via Nations League |     | 0–4     | 0–1      | 4–2    | —      | 3–1      | 4–1     |
| 5   | Færøerne | 10 | 1 | 1 | 8 | 7  | 23 | −16 | 4  |                                             |     | 0–1     | 0–1      | 0–4    | 0–2    | —        | 2–1     |
| 6   | Moldova  | 10 | 0 | 1 | 9 | 5  | 30 | −25 | 1  |                                             | 0–4 | 0–2     | 1–4      | 0–2    | 1–1    | —        |         |

## Seneste kampe

### 2021
| 25. marts 2021 VM-kval 2022 | Skotland                  | 2–2         | Østrig               | Glasgow, Scotland                                               |
| 19:45 UTC±0                 | - Hanley 71' - McGinn 85' | (FIFA) UEFA | - Kalajdžić 55', 80' | Stadion: Hampden Park Dommer: Carlos del Cerro Grande (Spanien) |

| 28. marts 2021 VM-kval 2022 | Østrig                                             | 3–1         | Færøerne        | Wien, Østrig                                                    |
| 20:45 UTC+2                 | - Dragović 30' - Baumgartliner 37' - Kalajdžić 44' | (FIFA) UEFA | - Nattestad 19' | Stadion: Ernst-Happel-Stadion Dommer: Kateryna Monzul (Ukraine) |

| 31. marts 2021 VM-kval 2022 | Østrig | 0–4         | Danmark                                     | Wien, Østrig                                                       |
| 20:45 UTC+2                 |        | (FIFA) UEFA | - Olsen 58', 74' - Mæhle 63' - Højbjerg 67' | Stadion: Ernst-Happel-Stadion Dommer: Artur Soares Dias (Portugal) |

| 2. juni 2021 Venskabskamp | England    | 1–0     | Østrig | Middlesbrough, England                                       |
| 20:00                     | - Saka 56' | Rapport |        | Stadion: Riverside Stadium Dommer: Lawrence Visser (Belgien) |

| 6. juni 2021 Venskabskamp | Østrig | 0–0     | Slovakiet | Wien, Østrig                                                 |
| 17:30 UTC+2               |        | Rapport |           | Stadion: Ernst Happel Stadion Dommer: Urs Schnyder (Schweiz) |

| 13. juni 2021 UEFA Euro 2020 Gruppe C | Østrig                                          | 3–1     | Nordmakedonien | Bucharest, Rumænien                                                        |
| 19:00 UTC+3                           | - Lainer 18' - Gregoritsch 78' - Arnautović 89' | Rapport | - Pandev 28'   | Stadion: Arena Națională Tilskuere: 9.082 Dommer: Andreas Ekberg (Sverige) |

| 17. juni 2021 UEFA Euro 2020 Gruppe C | Holland                           | 2–0     | Østrig | Amsterdam, Holland                                                           |
| 21:00 UTC+2                           | - Depay 11' (str.) - Dumfries 67' | Rapport |        | Stadion: Johan Cruyff Arena Tilskuere: 15.243 Dommer: Orel Grinfeld (Israel) |

| 21. juni 2021 UEFA Euro 2020 Gruppe C | Ukraine | 0–1     | Østrig            | Bucharest, Rumænien                                                       |
| 19:00 UTC+3                           |         | Rapport | - Baumgartner 21' | Stadion: Arena Națională Tilskuere: 10.472 Dommer: Cüneyt Çakır (Tyrkiet) |

| 26. juni 2021 EM i fodbold 2020 - Ottendedelsfinale | Italien                     | 2–1 (e.f.s.) | Østrig           | London, England                                                             |
| 21:00 CEST (UTC+01:00)                              | - Chiesa 95' - Pessina 105' | Rapport      | - Kalajdžić 114' | Stadion: Wembley Stadium Tilskuere: 18.910 Dommer: Anthony Taylor (England) |

| 1. september 2021 VM-kval 2022 | Moldova | 0–2     | Østrig                                 | Chișinău, Moldova                                        |
| 21:45                          |         | Rapport | - Baumgartner 45+1' - Arnautović 90+4' | Stadion: Stadionul Zimbru Dommer: Paul Tierney (England) |

| 4. september 2021 VM-kval 2022 | Israel                                                     | 5–2                         | Østrig                             | Haifa, Israel                                                                 |
| 20:45 (21:45 UTC+3)            | - Solomon 5' - Dabbur 20' - Zahavi 33', 90' - Weissman 59' | Report (FIFA) Report (UEFA) | - Baumgartner 42' - Arnautović 55' | Stadion: Sammy Ofer Stadium Tilskuere: 13.550 Dommer: Felix Zwayer (Tyskland) |

| 7. september 2021 VM-kval 2022 | Austria | 0–1     | Skotland           | Wien, Østrig                                                     |
| 20:45                          |         | Rapport | - Dykes 30' (str.) | Stadion: Ernst-Happel-Stadion Dommer: Georgi Kabakov (Bulgarien) |

| 9. oktober 2021 VM-kval 2022 | Færøerne |         | Østrig | Tórshavn, Færøerne  |
| 19:45                        |          | Rapport |        | Stadion: Tórsvøllur |

| 12. oktober 2021 VM-kval 2022 | Danmark |         | Østrig | København       |
| 20:45                         |         | Rapport |        | Stadion: Parken |

| 12. november 2021 VM-kval 2022 | Østrig |                             | Israel | Klagenfurt, Østrig          |
| 20:45 (21:45 UTC+2)            |        | Report (FIFA) Report (UEFA) |        | Stadion: Wörthersee Stadion |

| 15. november 2021 VM-kval 2022 | Østrig |         | Moldova | Østrig |
| 20:45                          |        | Rapport |         |        |

## Spillere

### Aktuel trup
Følgende spillere blev udtaget til VM-2022 kvalifikationskampene mod  Færøerne den 9. oktober 2021 og  Danmark den 12. oktober 2021.